# Vildbjerg
Vildbjerg ist eine dänische Kleinstadt mit 4033 Einwohnern (1. Januar 2023) in Jütland. Der Ort war Verwaltungssitz der ehemaligen Trehøje Kommune.

## Geografie
Vildbjerg liegt im zentralen Westen von Mitteljütland. Die Kleinstadt befindet sich im nordwestlichen Teil der Kommune Herning in der Kirchspielgemeinde Vildbjerg Sogn. Der Ort liegt (Luftlinie) etwa 14 km nordwestlich der Innenstadt von Herning, 20 km südsüdöstlich der Innenstadt von Holstebro und 34 km westnordwestlich von Ringkøbing.
Das Siedlungsgebiet von Vildbjerg liegt in leicht hügeligem Terrain auf einer Höhe von ungefähr 38 bis 56 m.o.h.

## Geschichte
Das Dorf wurde erstmals erwähnt in der ersten Hälfte des 14. Jahrhunderts unter dem Namen Wilbyergh.
Vildbjerg war ein landwirtschaftlich geprägtes, kleines Dorf mit Schule, bis es sich in 1870er und 1880er Jahren begann zu entwickeln. Erste Handwerker und Kaufleute zogen in die Siedlung. Von 1880 bis 1902 wurden ein Hotel, ein Missionshaus, eine Genossenschaftsmolkerei und ein Versammlungshaus gebaut bzw. eröffnet. Auch ein Arzt kam in das Dorf.
1904 wurde ein Bahnhof in Vildbjerg an der Bahnstrecke Herning–Holstebro errichtet. Mit Einweihung der Strecke wurde der Bahnhof in Betrieb genommen. Durch die Zuganbindung wuchs der Ort weiter und wurde zu einem regionalen Zentrum. So wurde 1905 eine neue Kirche gebaut, nachdem die alte abgerissen worden war. Dazu kamen auch ein Elektrizitätswerk (1906), eine neue Schule (1908), eine Apotheke (1915) und eine Bank (1919). Auch Industrie siedelte sich im Ort an. Durch diese Entwicklung stieg die Einwohnerzahl von 458 im Jahre 1911 auf 836 im Jahre 1925. Das Wachstum von Vildbjerg riss nicht ab und in den 1950er Jahren überstieg die Einwohnerzahl die 1000er-Marke. 1960 hatte die kleine Stadt 1108 Einwohner.
Mit einer Verwaltungsreform wurde 1970 die Kommune Trehøje gebildet, deren Verwaltungszentrum Vildbjerg war.
1972 wurde das Bahnhofsgebäude aufgegeben. 1977 wurde das Gebäude abgerissen. Der Bahnsteig wird bis heute genutzt.
Mit der Kommunalreform 2006/2007 wurde die Kommune Trehøje mit weiteren Kommunen in die Kommune Herning eingegliedert. Vildbjerg verlor dadurch den Status als Verwaltungssitz. 2006 hatte die Kleinstadt 3644 Einwohner.

## Sehenswürdigkeiten
Die Vildbjerg Kirke befindet sich südlich des Ortskerns von Vildbjerg. Sie wurde 1905 erbaut und ersetzte die alte Kirche, die zu klein geworden war. Diese stammte aus dem 12. Jahrhundert. Für die neue Kirche wurde hauptsächlich das Material der alten Kirche verwendet.
Das Museum Den Gamle Smedie besteht aus einer alten Schmiede, welche 1904 im Ort errichtet und bis 1984 betrieben worden war. Später wurde sie von der Gemeinde gekauft und in ein Museum umgewandelt, welches 1999 durch einen eigenen Verein gekauft und generalüberholt wurde. Es wird das Schmiedehandwerk gezeigt.
Am 9. Juli 1920 wurde im Westen des Ortes in der Parkanlage und Plantage Vildbjerg Lund ein Gedenkmal aus Stein errichtet. Es erinnert an die Wiedervereinigung Nordschleswigs mit Dänemark im Juni 1920.

## Fotogalerie

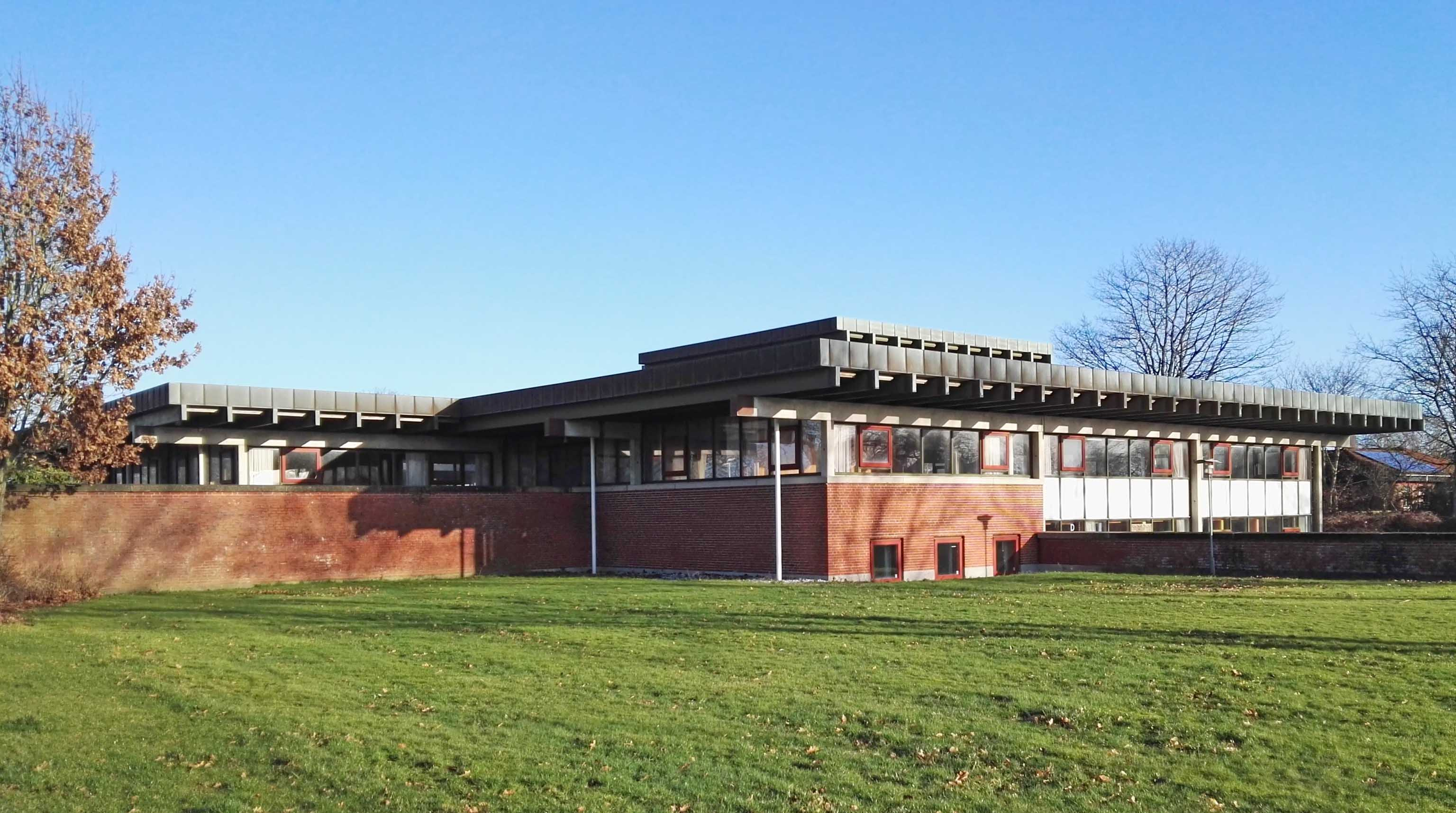
Ehemaliges Rathaus der Trehøje Kommune
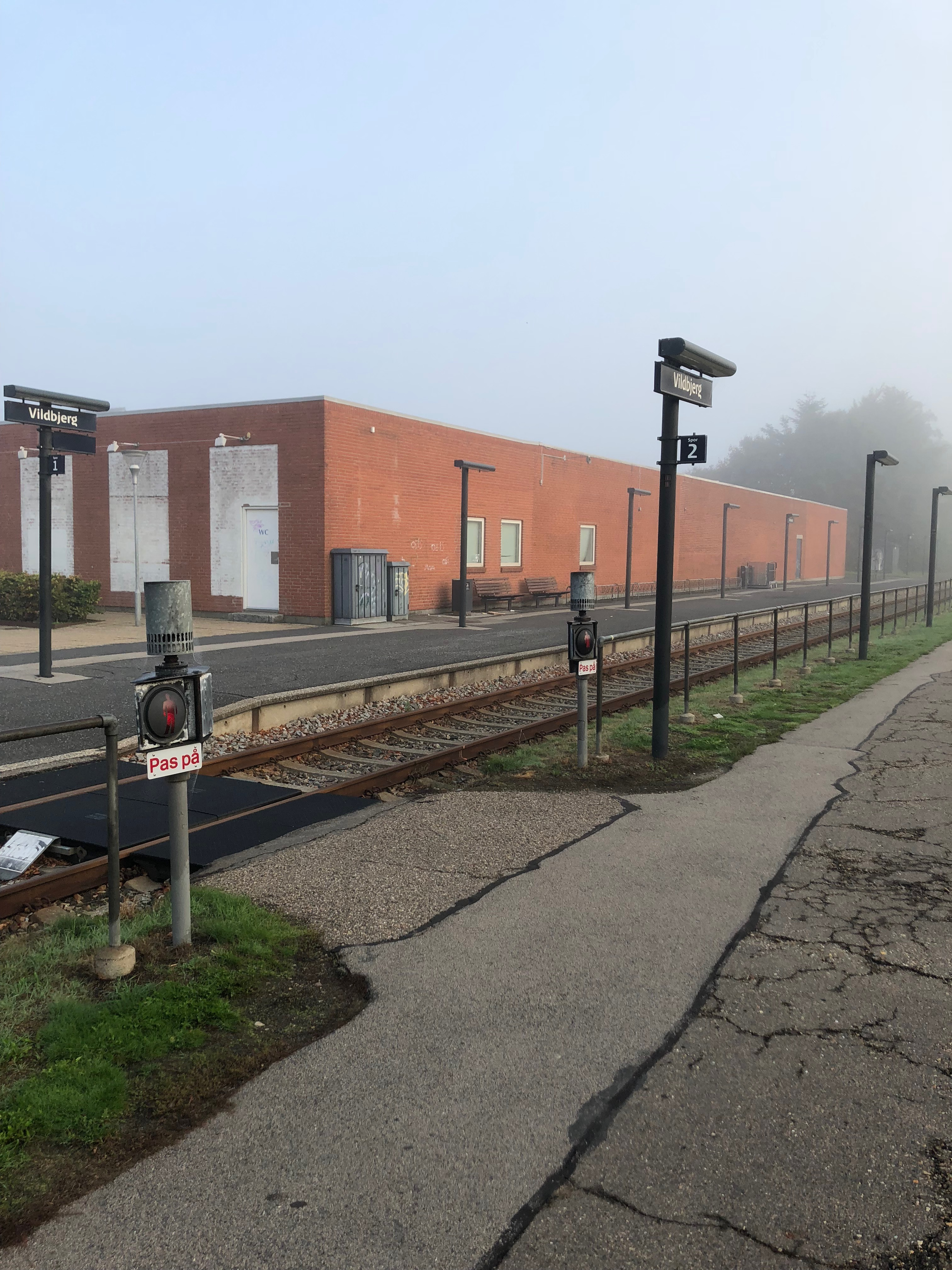
Bahnhof
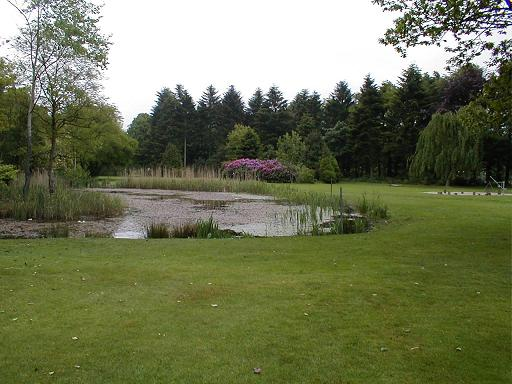
Parkanlage Vildbjerg Lund